# غرمدره
غرمدره (بالفارسية: گرمدره) هي مدينة تقع في إيران في قسم. يقدر عدد سكانها بـ 12,738 نسمة .